# Jeff Grayer
Jeffrey Grayer, né le 17 décembre 1965 à Flint au Michigan, est un ancien joueur américain de basket-ball évoluant au poste d'arrière.

## Biographie
Jeff Grayer évolue à l'Université d'État de l'Iowa de 1985 à 1988. Il détient toujours le record de points inscrits en carrière avec 2 502 points. Il est membre de la sélection américaine aux Jeux olympiques 1988 avec qui il obtient la médaille de bronze. Il est sélectionné au 13e rang de la draft 1988 par les Milwaukee Bucks. Il a joué neuf années en NBA pour cinq équipes différentes (Bucks, Warriors, Sixers, Kings, Hornets).
En avril 2010, Grayer est engagé en tant qu'entraîneur assistant de l'équipe d'Iowa State.